# Shinran

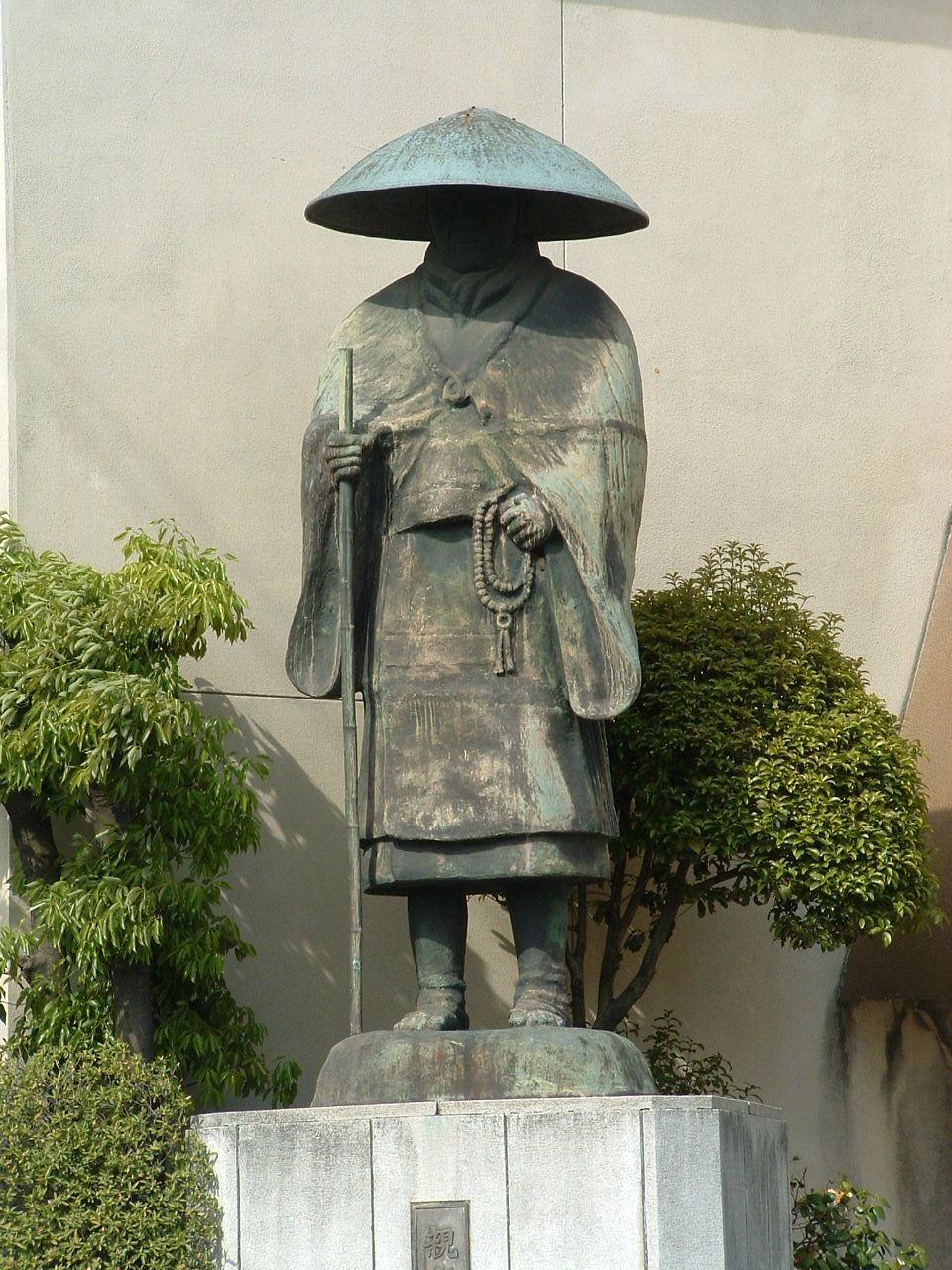
Statue von Shinran

Shinran (japanisch 親鸞; * 1173; † 1263), Stifter der dem Amidismus („Reines-Land-Buddhismus“) zugehörigen Schule der Jōdo-Shinshū des japanischen Buddhismus. Shinran gehörte erst der Tendai-Schule und der Jōdo-shū-Schule an, auf der er sein System begründete und von der er sich durch die Verwerfung des Mönchtums abgrenzte.
Shinran zählt zu den großen Erneuerern des Buddhismus und gilt als Vater der buddhistischen Laienbewegung, die seither als Fundament des Buddhismus und wesentlicher Teil der vierfachen Gemeinschaft – bestehend aus Mönchen, Nonnen, Laienschülern und -schülerinnen angesehen wird. Seine Schule, die Jōdo-Shinshū, ist die nach der Nichiren-shū größte Denomination des japanischen Buddhismus und tief im Volksglauben des Landes verankert. In dieser Lehre wird das Reine Land von Shinran auf eine gänzliche neue Art und Weise interpretiert, wobei er sich vor allem auf die drei Sutren des Reinen Landes stützt: die Großes-Reine-Land-Sutra (jap. Muryōju-kyō), die Kleines-Reine-Land-Sutra (jap. Amida-kyō) und die Meditationssutra (jap. Kanmuryōju-kyō).
Im deutschen Sprachraum hat sich insbesondere der Religionsphilosoph Volker Zotz in verschiedenen Werken mit Shinran und seinen Lehren auseinandergesetzt. Als religiöse Lehre wurde Shinrans Lehre in Europa in den 1950er-Jahren von Harry Pieper eingeführt, der seine Interpretation auf den japanischen Text Tannishō stütze, der gesammelte Aussprüche Shinrans enthält.
Die amerikanische Schriftstellerin Ruth Tabrah schrieb einen Roman über Shinran.